# Vlad Munteanu
Vlad Munteanu (ur. 16 stycznia 1981 w Bacău) – rumuński piłkarz, występujący na pozycji pomocnika. Od 2012 roku jest zawodnikiem Erzgebirge Aue.